# Bojan (staroruský básník)
Bojan (rusky Боян) je jméno staroruského pěvce a básníka, který je zmíněn ve starých ruských literárních památkách Slovo o pluku Igorově a Zádonština. Skládal vlastní písně a jejich přednes doprovázel na strunný brnkací nástroj zvaný gusli (гусли).

## Bojanova charakteristika
Ve Slovu o pluku Igorově je Bojan nazýván věštcem a pro jeho krásný hlas také slavíkem starého času. Kromě toho má při zpěvu kouzelné schopnosti proměny (ve vlka nebo orla atp.). Je považován za vnuka vládce slovanského podsvětí Velese, který je mimo jiné také bohem básnictví. Autor Slova se však od něho distancuje s tím, že příběhy mají zaznít tak, jak se skutečně staly, že se vyprávění má vzdát krásy dávných vidění Bojanových. Podobně se o Bojanovi zmiňuje i Zádonština.
Bojan je považován za ruského národního pěvce, ačkoliv není zcela jasné, zda skutečně žil. Někteří literární historikové totiž považují jeho jméno za slovo obecné, znamenající pěvce vůbec, a spojují jej se slovem баяти (bajati), což znamená praviti nebo pěti. Podle názorů těch, kteří jej považují za skutečnou historickou osobnost, žil Bojan v 2. polovině 11. století na dvoře knížete Vsevoloda, což podporuje fakt, že jeho jméno je možno najít v jednom z nápisů na stěně Katedrály svaté Sofie v Kyjevě v souvislosti s prodejem Bojanových pozemků.

## Bojan v umění

### Hudba
Bojan je rovněž postavou v opeře Ruslan a Ludmila (1837–1840) Michaila Ivanoviče Glinky.

### Film
Kromě filmových a televizních adaptací Glinkovy opery se Bojan také objevil v ruském animovaném filmu Kníže Vladimír (2006, Князь Владимир) režiséra Jurije Kulakova.

### Výtvarné umění
Kromě obrazu Viktora Michajloviče Vasněcova z roku 1910 je Bojan námětem mnoha dalších sochařských a malířských děl.

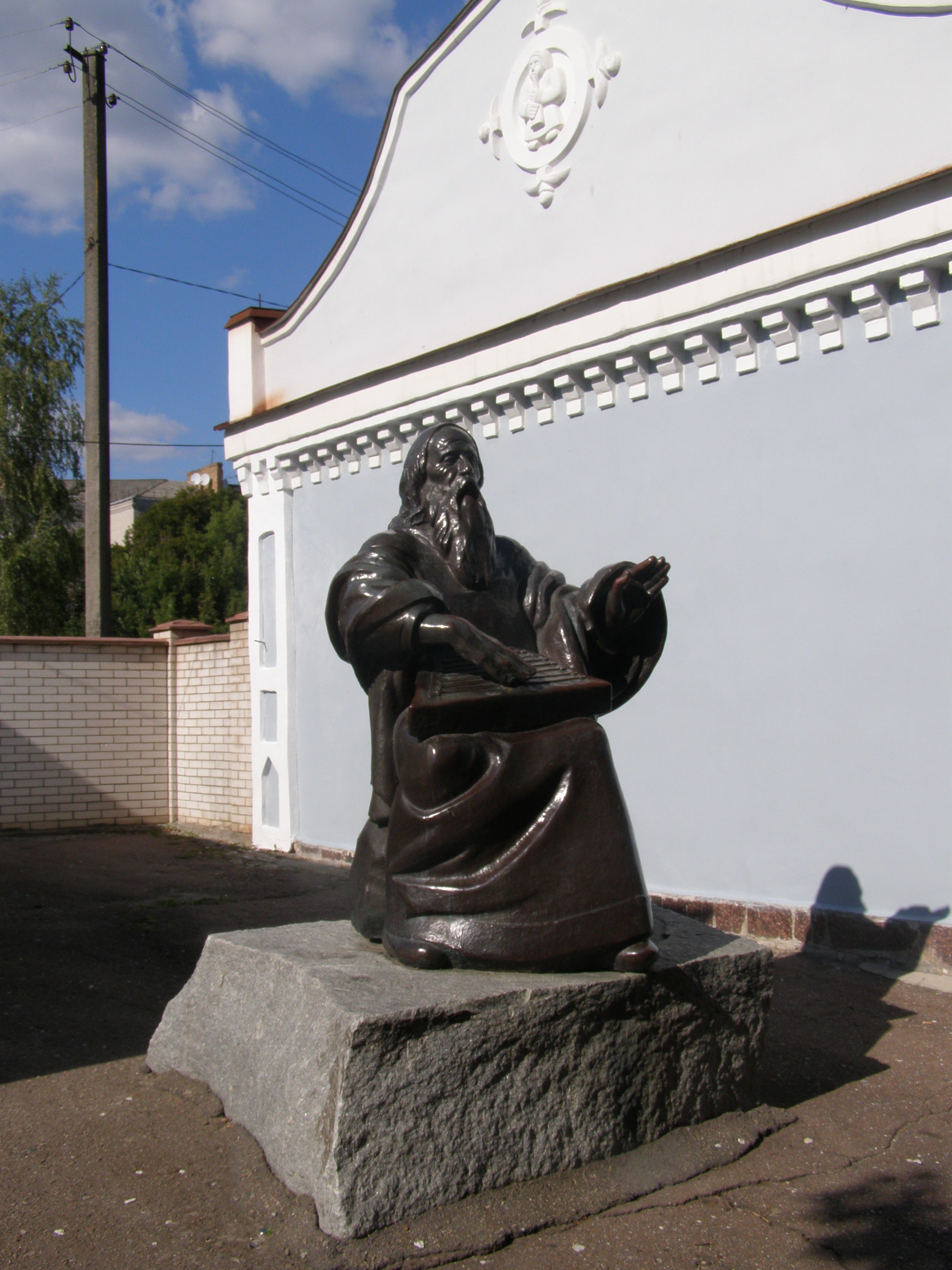
Památník v Perejaslavi
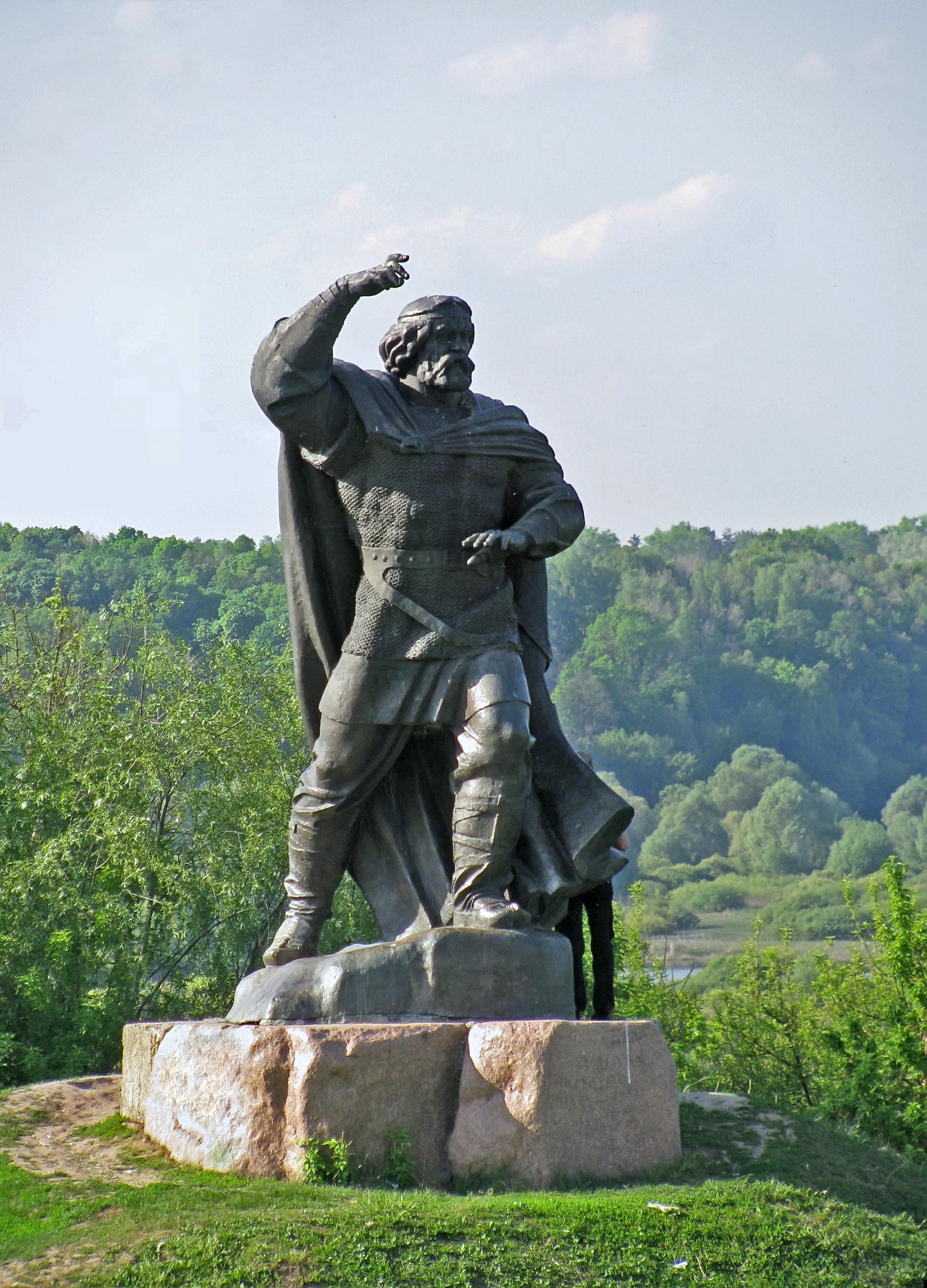
Památník v Novgorodu-Severském
Památník v Trubčevsku
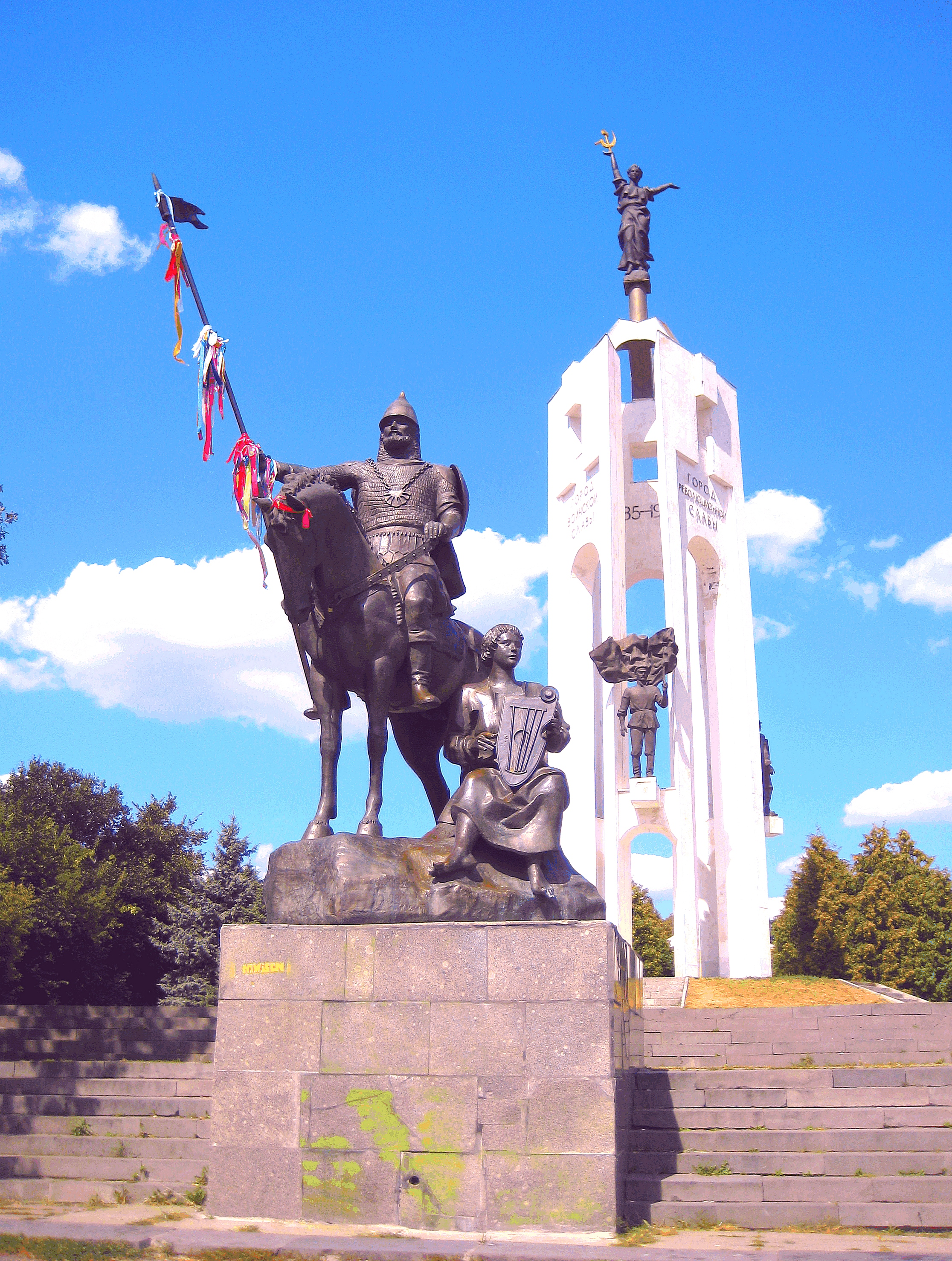
Peresvetův a Bojanův památník v Brjansku
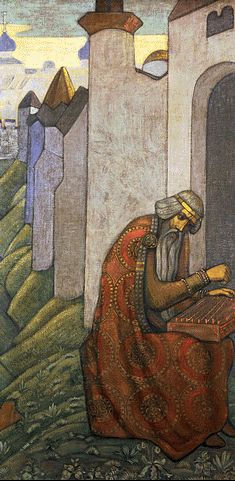
Nikolaj Konstantinovič Rerich: Bojan (1910)
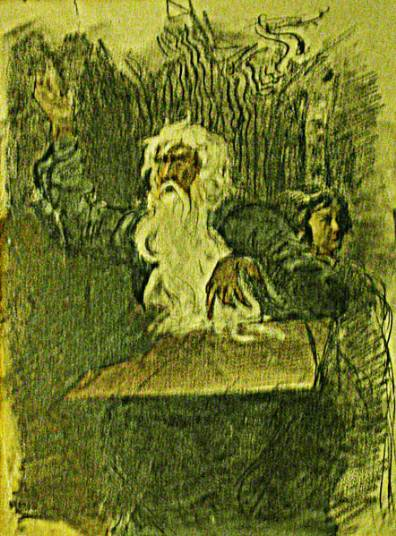
Ignatij Ignaťjevič Nivinskij: Bojan (1933)